# El Pescaílla
Antonio González Batista, dit El Pescaílla, est un chanteur et guitariste espagnol de flamenco et de rumba, né le 3 mars 1925 à Barcelone - Alcobendas et mort le 12 novembre 1999 à Madrid.

## Biographie
Il est l'époux de Lola Flores, le père d'Antonio, Lolita et Rosario Flores, et le grand-père d'Alba Flores.
Il est considéré comme l'un des pères de la rumba catalane dont le style a inspiré une multitude d'artistes dont le plus connu est Peret.
Les premiers enregistrements d'El Pescaílla, avec Lola Flores, remontent à 1964. Plus tard, il sort plusieurs singles et ses chansons font partie de nombreuses compilations pour le label Belter, avec lequel il enregistre à ses débuts.